# Теорема дедукције
У математичкој логици, теорема дедукције гласи да ако се формула F може дедуковати из E, онда се импликација E → F може показати (то јест дедуковати из празног скупа). Симболички написано, ако {\displaystyle E\vdash F}, онда {\displaystyle \vdash E\rightarrow F.}
Теорема дедукције се може уопштити на било који коначни низ формула-претпоставки тако што се од
{\displaystyle E_{1},E_{2},...,E_{n-1},E_{n}\vdash F}, добије
{\displaystyle E_{1},E_{2},...,E_{n-1}\vdash E_{n}\rightarrow F}, и тако даље док се не добије
{\displaystyle \vdash E_{1}\rightarrow (...(E_{n-1}\rightarrow (E_{n}\rightarrow F))...)}.
Теорема дедукције је метатеорема: користи се за дедуковање доказа у датој теорији мада сама није теорема те теорије.
Дедукциона мета-теорема је једна од најважнијих мета-теорема. У неким логичким системима, узима се као правило извођења, правило које уводи "→". У другим системима, доказивање ове теореме из аксиома је први велики задатак у доказивању да је логика комплетна. Обично је врло тешко да се докаже било шта у исказној логици без коришћења метатеореме дедукције, а то обично постане прилично лако ако ова метатеорема може да се користи.

## Примери дедукције
Доказати аксиому 1:
- -  1. хипотеза
    -  2. друга хипотеза
    -  3. понављање 1

  -  4. дедукција из 2 у 3
- 5. дедукција из 1 у 4,

Доказати аксиому 2:
- -  1. хипотеза
    -  2. хипотеза
      -  3. хипотеза
      -  4. модус поненс 3,2
      -  5. модус поненс 3,1
      -  6. модус поненс 4,5

    -  7. дедукција из 3 у 6

  -  8. дедукција из 2 у 7
- 9. дедукција из 1 у 8,

Искористити аксиому 1 да се покаже ((P→(Q→P))→R)→R:
- -  1. хипотеза
  -  2. аксиома 1
  -  3. модус поненс 2,1
- 4. дедукција из 1 у 3,